# Excelsior Welbike
Excelsior Welbike – motocykl wojskowy konstrukcji brytyjskiej z okresu II wojny światowej, przeznaczony do użytku w wojskach powietrznodesantowych.

## Historia
Na początku 1942 roku, podpułkownik armii brytyjskiej John Robert Vernon Dolphin skonstruował miniaturowy motocykl przeznaczony do użytku podczas desantów powietrznych. Prace nad projektem prowadził w mieście Welwyn, którego nazwa stała się częścią nazwy pojazdu. Przeszedł on pozytywnie próby poligonowe i został skierowany do masowej produkcji w zakładach Excelsior Motor Company. Produkcja odbywała się w latach 1942–1945. Wyprodukowano 3853 motocykli w dwóch seriach Mk. 1 i Mk. 2, które różniły się od siebie detalami. Po wojnie do roku 1954 wyprodukowano 23 200 motocykli na rynek cywilny.

## Konstrukcja
Welbike posiadał bardzo prostą konstrukcję. Składał się z ramy zbudowanej z rur stalowych, małych kół oraz prostego dwusuwowego silnika Villiers Junior o pojemności skokowej 98 cm³. Pojazd był składany, poprzez odłączenie kierownicy i siodełka. Po złożeniu, mieścił się w cylindrycznym pojemniku desantowym o średnicy 36 centymetrów. Zasięg motocykla wynosił 150 kilometrów. 

## Służba
Motocykle Welbike były masowo używane w brytyjskich oddziałach powietrznodesantowych. Używano ich także w polskiej 1 Samodzielnej Brygadzie Spadochronowej. Najliczniej pojazdów użyto w trakcie operacji Market Garden we wrześniu 1944 roku, a także w zrzutach tajnych agentów brytyjskich na Dalekim Wschodzie.